# Élections régionales de 1965 en Sarre
Les élections régionales de 1965 en Sarre (en allemand : Landtagswahl im Saarland 1965) se tiennent le 27 juin 1965 afin d'élire les 50 députés de la 5e législature du Landtag pour un mandat de cinq ans.

## Mode de scrutin
Le Landtag est constitué de 50 députés (en allemand : Mitglied des Landtags, MdL), élus pour une législature de cinq ans au suffrage universel direct et suivant le scrutin proportionnel d'Hondt.
Chaque électeur dispose d'une voix, qui compte double : elle lui permet de voter pour une liste de candidats, le Land comptant un total de trois circonscriptions plurinominales ; elle est alors automatiquement attribuée au parti politique à laquelle cette liste est rattachée.
Lors du dépouillement, l'intégralité des 50 sièges est répartie en fonction des voix attribuées aux partis, à condition qu'un parti ait remporté 5 % des voix au niveau du Land. La répartition est ensuite répétée dans les trois circonscriptions.

## Campagne

### Principales forces
| Parti | Parti                                                                              | Chef de file                           | Résultats de 1960          |
| ----- | ---------------------------------------------------------------------------------- | -------------------------------------- | -------------------------- |
|       | Union chrétienne-démocrate d'Allemagne Christlich Demokratische Union Deutschlands | Franz-Josef Röder (Ministre-président) | 36,6 % des voix 19 députés |
|       | Parti social-démocrate d'Allemagne Sozialdemokratische Partei Deutschlands         | Kurt Conrad                            | 30,0 % des voix 16 députés |
|       | Parti démocrate de la Sarre Demokratische Partei Saar                              | Kurt John                              | 13,8 % des voix 7 députés  |

## Résultats

### Voix et sièges
| Parti                             | Parti                                        | Voix    | Voix | Sièges | Sièges        | Sièges | Sièges | Sièges |
| Parti                             | Parti                                        | Votes   | %    | Total  | +/-           |        |        |        |
| --------------------------------- | -------------------------------------------- | ------- | ---- | ------ | ------------- | ------ | ------ | ------ |
|                                   | Union chrétienne-démocrate d'Allemagne (CDU) | 254 143 | 42,7 | 23     | 4             |        |        |        |
|                                   | Parti social-démocrate d'Allemagne (SPD)     | 241 954 | 40,7 | 21     | 5             |        |        |        |
|                                   | Parti démocrate de la Sarre (FDP/DPS)        | 49 524  | 8,3  | 4      | 3             |        |        |        |
|                                   | Parti populaire de Sarre (SVP)               | 30 750  | 5,2  | 2      | 4             |        |        |        |
|                                   | Union démocrate d'Allemagne (DDU)            | 18 585  | 3,1  | 0      | 2             |        |        |        |
|                                   |                                              |         |      |        |               |        |        |        |
| Total                             | Total                                        | 594 956 | 100  | 50     | en stagnation |        |        |        |
| Abstentions                       | Abstentions                                  |         | 18,2 |        |               |        |        |        |
| Nombre d'inscrits / participation | Nombre d'inscrits / participation            |         | 81,8 |        |               |        |        |        |